# Добрянські

Гербом «Сас» користувалась більшість Добрянських.

Добрянські — відомий старовинний український шляхетський рід. В XVIII–XX ст. багато представників не могли вже довести шляхетства і належали до стану духовенства та міщан.
Герби «Сас» та «Леліва», представники яких зробили помітний вклад в історію України, Польщі, Російської імперії та США. Деякі історики (наприклад, А.Бонецкій) вважають, що під таким прізвищем існувало як мінімум два різних роди (один з Добрі в Саноцькій землі, інший — з Добжан (Добряни) на Львівщині), що виникли майже одночасно в XV в. Більшість же дослідників XIX — поч. XX століть (А. Віняж, А. Прохаска та ін) під Добрянський розуміли все ж королівських слуг з Добрі і вважали, що герб «Сас» (включаючи і Добрянських) був пов'язаний з молдовським воєводою Сасом (1354—1358) з династії Марамурешецьких Драгушитів, однак будь-яких документальних підтверджень ця версія не має. Можливо, якась частина представників герба «Сас» ведуть своє походження з угорських та молдовських земель, але більша частина цього шляхетського роду має автохтоне українське походження.

## Представники роду Добрянських
- Лев Добрянський — американський громадський та політичний діяч українського походження, багаторічний президент Українського конгресового комітету США.
- Андрій Всеволод Добрянський (1930–2012) — український оперний співак (баритон), мешкав в США, співав у Метрополітен-опера.
- Павлина Добрянська (1955) — політичний і державний діяч США, заступник (2001–2009) Державного Секретаря США.